# Harding (Minnesota)
Harding es una ciudad ubicada en el condado de Morrison en el estado estadounidense de Minnesota. En el Censo de 2010 tenía una población de 125 habitantes y una densidad poblacional de 14,8 personas por km².

## Geografía
Harding se encuentra ubicada en las coordenadas 46°7′10″N 94°2′16″O / 46.11944, -94.03778. Según la Oficina del Censo de los Estados Unidos, Harding tiene una superficie total de 8.45 km², de la cual 8.45 km² corresponden a tierra firme y (0%) 0 km² es agua.

## Demografía
Según el censo de 2010, había 125 personas residiendo en Harding. La densidad de población era de 14,8 hab./km². De los 125 habitantes, Harding estaba compuesto por el 100% blancos, el 0% eran afroamericanos, el 0% eran amerindios, el 0% eran asiáticos, el 0% eran isleños del Pacífico, el 0% eran de otras razas y el 0% pertenecían a dos o más razas. Del total de la población el 0% eran hispanos o latinos de cualquier raza.